# Sidi Zahar
Sidi Zahar est une commune de la wilaya de Médéa en Algérie.

## Géographie
La commune est située dans l'extrême sud du Tell central algérien dans l'Atlas tellien (mont de Titteri), à environ 121 km au sud d'Alger, 73 km au sud-est de Médéa, 12 km au sud de Souagui et 28 km au nord de Chellalet El Adhaoura
|            | Souagui, Djouab |                          |
| Sidi Ziane | Sidi Zahar      | Ridane(Wilaya de Bouira) |
|            | Tafraout        |                          |